# George Milo
George Milo (* 19. Dezember 1909 in New York; † 19. August 1984 in Los Angeles, Kalifornien) war ein US-amerikanischer Szenenbildner.

## Leben
Milo begann seine drei Jahrzehnte umspannende Karriere 1944 bei B-Movie-Westernproduktionen, unter anderem mit Allan Lane und Roy Rogers in der Hauptrolle. Von diesen schnell abgedrehten Filmen hatte er bis Ende der 1940er Jahre schon an über 50 Produktionen mitgewirkt. 1952 arbeitete er erstmals für das Fernsehen, seinen Arbeitsmittelpunkt stellte aber weiterhin der Film dar. Dies änderte sich ab 1957, nun war er einige Jahre fast ausschließlich an Fernsehserien tätig, darunter die Serien Erwachsen müßte man sein und Alfred Hitchcock präsentiert. Für Alfred Hitchcock war er erstmals an einer großen Hollywoodproduktion tätig, und wurde für sein Wirken an Psycho für seinen ersten Oscar in der Kategorie Bestes Szenenbild nominiert. In drei aufeinander folgenden Jahren war er daraufhin als bester Szenenbildner nominiert, konnte die Auszeichnung jedoch nie gewinnen.
Milo arbeitete an drei weiteren Hitchcock-Filmen, Die Vögel, Marnie und Der zerrissene Vorhang. Nach über 150 Filmen setzte er sich nach seinem letzten Film Jim, the World’s Greatest zu Ruhe und verstarb 1984 im Alter von 74 Jahren in Los Angeles.

## Filmografie (Auswahl)
- 1946: Karten, Kugeln, Banditen (Plainsman and the Lady)
- 1947: Brennende Grenze (The Fabulous Texan)
- 1948: Im Banne der roten Hexe (Wake of the Red Witch)
- 1948: Die rauhen Reiter der furchtlosen Legion (The Gallant Legion)
- 1949: Überfall auf Expreß 44 (The Last Bandit)
- 1949: Der Geisterschütze (Rimfire)
- 1950: In der Hölle von Missouri (California Passage)
- 1950: Mississippi-Express (Rock Island Trail)
- 1950: Einsame Herzen (Lonely Heart Bandits)
- 1950: Terror über Colorado (The Savage Horde)
- 1951: Der Seewolf von Barracuda (The Sea Hornet)
- 1952: Die Rose von Cimarron (Rose of Cimarron)
- 1952: Die Schönste von Montana (Montana Belle)
- 1952: Lady Possessed
- 1953: Jagdstaffel z.b.V. (Sabre Jet)
- 1956: Duell am Apachenpaß (Thunder Over Arizona)
- 1960: Psycho
- 1961: Urteil von Nürnberg (Judgment at Nuremberg)
- 1962: Ein Hauch von Nerz (That Touch of Mink)
- 1962: Einsam sind die Tapferen (Lonely Are the Brave)
- 1963: Die Vögel (The Birds)
- 1964: Der große Wolf ruft (Father Goose)
- 1964: Marnie
- 1965: Es geschah um 8 Uhr 30 (I Saw What You Did)
- 1965: New York Expreß (Blindfold)
- 1966: Der zerrissene Vorhang (Torn Curtain)
- 1969: Indianapolis (Winning)
- 1973: Die Geier warten schon (Showdown)
- 1973: Ein Fremder ohne Namen (High Plains Drifter)

## Auszeichnungen
- 1961: Oscar-Nominierung in der Kategorie Bestes Szenenbild für Psycho
- 1962: Oscar-Nominierung in der Kategorie Bestes Szenenbild für Urteil von Nürnberg
- 1963: Oscar-Nominierung in der Kategorie Bestes Szenenbild für Ein Hauch von Nerz